# ГЕС Fēngyuán
ГЕС Fēngyuán (丰源水电站) — гідроелектростанція на сході Китаю у провінції Фуцзянь. Знаходячись після ГЕС Zhōuníng, становить нижній ступінь дериваційного гідровузла, створеного у сточищі річки Muyang, правої притоки Jiaoxi (впадає до затоки Санша північніше від Фучжоу).
У межах проєкту Muyang нижче від злиття її витоків Longting та Qibuxi (до останнього скидає воду згадана вище ГЕС Zhōuníng) перекрили бетонною арковою греблею, яка утримує водосховище з об'ємом 5,6 млн м3 (корисний об'єм 2,67 млн м3) та припустимим коливанням рівня поверхні в операційному режимі між позначками 180 та 195 метрів НРМ.
Зі сховища через правобережний гірський масив прокладено дериваційний тунель довжиною понад 3 км. По ньому транспортується ресурс для двох турбін потужністю по 40 МВт, які використовують напір у 118 метрів та забезпечують виробництво 192 млн кВт·год електроенергії на рік.
Можливо відзначити, що гребля станції Fēngyuán замінила споруду, зведену кількома десятками років раніше для ГЕС Міндонг (闽东水电站). Остання обладнана трьома турбінами типу Френсіс потужністю по 8 МВт, які живляться через тунель довжиною 1,3 км та використовують напір у 102,9 метра. Після зведення ГЕС Fēngyuán частина ресурсу із нового водосховища спрямовується на станцію Міндонг, що дозволяє їй виробляти 85 млн кВт·год електроенергії на рік.